# Curt Gottlob von Seydewitz
Curt Gottlob von Seydewitz, seit 1775 Graf von Seydewitz, (* 13. Mai 1735 in Pülswerda; † 11. Dezember 1809 in Großenhain) war ein königlich-sächsischer Kammerherr, Oberstleutnant und Kommissar des Meißnischen Kreises sowie Erb-, Lehn- und Gerichtsherr auf Pülswerda und Kreinitz.

## Leben

### Herkunft

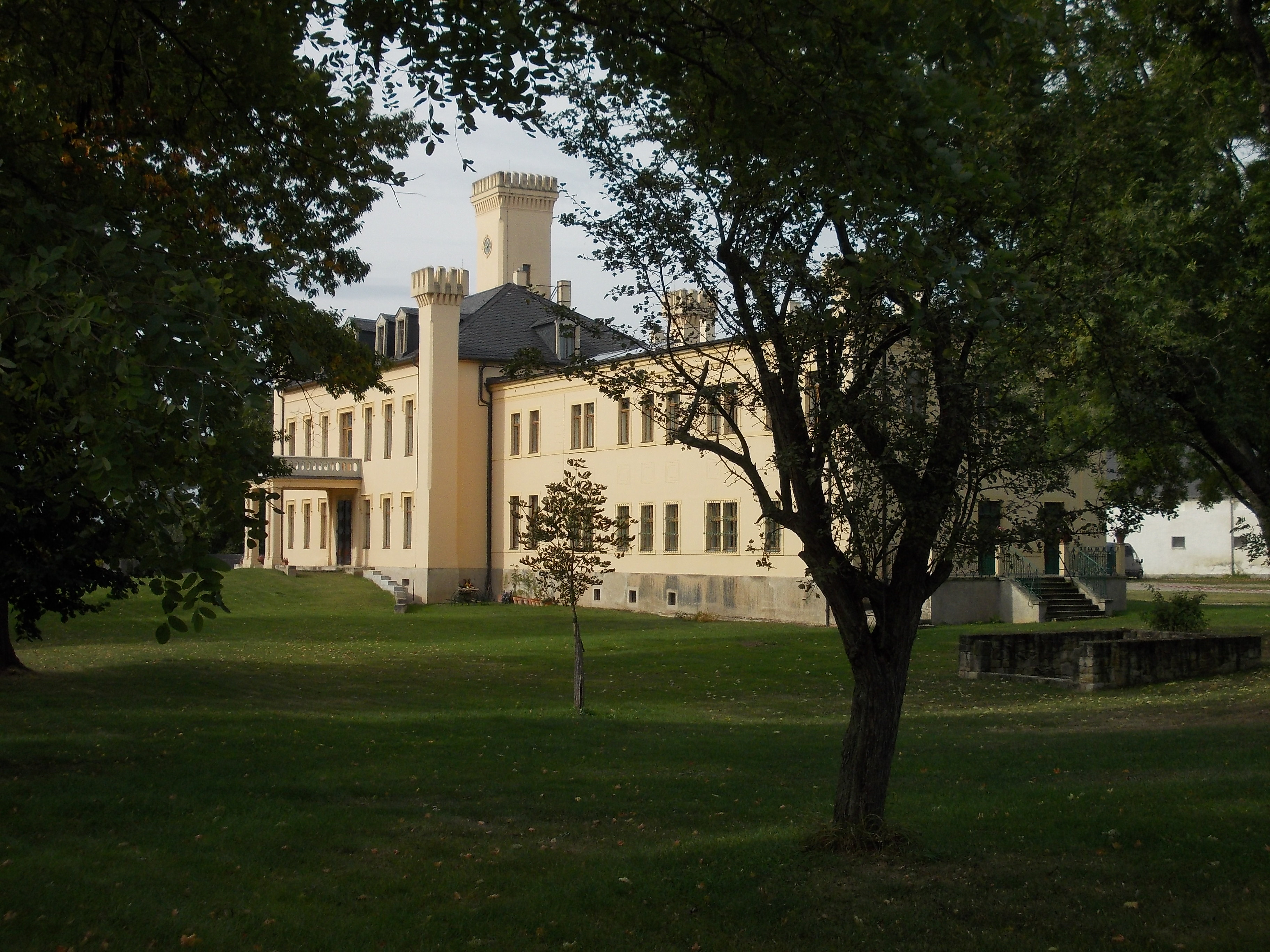
Schloss Pülswerda, Geburtshaus

Curt Gottlob Graf von Seydewitz entstammte dem alten sächsischen Adelsgeschlecht von Seydewitz und war der Sohn von Curt Friedrich von Seydewitz und dessen Ehefrau Charlotte Juliane geborene von Bünau. 1743 wurde der 1731 zum Freiherren ernannte August Friedrich von Seydewitz in den Reichsgrafenstand erhoben. Da er unverheiratet verstarb, übertrug Kaiser Joseph II. am 10. Juli 1775 den Reichsgrafenstand auf dessen Neffen Curt Gottlob Graf von Seydewitz. Curt Gottlob heiratete 1765 Dorothea Charlotte Henriette von Nischwitz (1744–1823). Sie waren die Eltern von Curt Friedrich August und Curt Heinrich Ludwig Alexander Graf von Seydewitz. Ersterer (* 1769) wurde bayerischer Generalmajor und Ritter des Militär-Max-Joseph-Ordens und der jüngste Sohn (* 1783) fiel während des Russlandfeldzuges 1812 als königlich-sächsischer Rittmeister.

### Karriere
Wie viele seiner Familienmitglieder schlug er eine Militärlaufbahn im Dienst der Albertiner ein, die er als Oberleutnant beendete. Am Hof in Dresden stieg er vom Kammjunker bis zum (Titular-)Kammerherrn auf. Daneben war er Kreiskommissar im Meißnischen Kreis und war an mehreren Kommissionen im Dienst des 1806 zum König ernannten Kurfürsten Friedrich August von Sachsen tätig.